# Classe Le Triomphant
La classe Le Triomphant è il nome della nuova generazione di sottomarini nucleari lanciamissili balistici (in francese: sous-marins nucléaires lanceurs d'engins de nouvelle génération; in acronimo, SNLE-NG)) della Marine nationale francese. Prende il nome dal sottomarino capoclasse, Le Triomphant. I sottomarini dipendono della Force océanique stratégique (FOST) e rimpiazzano quelli di prima generazione (SNLE), della classe Le Redoutable, partire dagli anni 90.

## Presentazione
Questa classe di sottomarini è 10 metri più lunga, 2 metri più larga e supera di 4.000 tonnellate la classe Le Redoutable. Questa serie è costituita di 4 sottomarini, ma ne erano previsti 6 all'origine. Il costo dell'insieme del programma, ricerca e sviluppo compresi, è stimato a 15 miliardi di euro.

## Tecnologia
La concezione de Le Triomphant fa ricorso alle ultime innovazioni in diversi settori. Ci sono a bordo degli ammortizzatori pesanti che non erano mai stati introdotti nel settore civile per via del costo troppo elevato. Più grande, più veloce, molto più silenziosa che la precedente, la classe Le Triomphant è ugualmente dotata di una capacità di detezione 10 volte più fine.
Le Triomphant è il primo sottomarino francese dotato di una elica a pompa carenata, un sistema che funziona sul riflusso dell'acqua per evitare così la cavitazione, ispirata dagli aerei a reazione. Lo scafo possiede un rivestimento anti-eco per assorbire le onde sonar.
Queste tecnologie gli assicurano il livello di furtività eccezionale.

## Sottomarini
La Marine nationale dispone di 4 SNLE-NG in servizio, di cui almeno uno è permanentemente in pattugliamento operativo:
| n°   | Nome          | Impostato  | Varato     | In servizio | MSBS      |
| ---- | ------------- | ---------- | ---------- | ----------- | --------- |
| S616 | Le Triomphant | 09/06/1989 | 26/03/1994 | 21/03/1997  | M45 • M51 |
| S617 | Le Téméraire  | 18/12/1993 | 21/01/1998 | 23/12/1999  | M45 • M51 |
| S618 | Le Vigilant   | 01/1996    | 19/09/2003 | 26/11/2004  | M45 • M51 |
| S619 | Le Terrible   | 24/10/2000 | 21/03/2008 | 20/09/2010  | M51       |

## Collisione
Il 3 o 4 febbraio 2009, Le Triomphant e il britannico HMS Vanguard sono «entrati brevemente in contatto» mentre erano in immersione del golfo di Biscaglia. La Marine nationale aveva evocato in un primo momento una collisione con un container. I due SSBN sono stati danneggiati nell'incidente, ma non ci sono state avarie nelle installazioni nucleari (reattore e missili). Le Triomphant avrebbe urtato con la prua la parte laterale dell'HMS Vanguard e avrebbe "grattato" e scivolato sul suo fianco. I due sottomarini hanno raggiunto sotto scorta le loro basi rispettive di Île Longue e di Faslane. Le Triomphant è stato posto in un bacino di carenaggio al fine di determinare l'ampiezza dei danni del dome radar, della torretta e della barra di immersione di tribordo. Le tre marine della NATO che possiedono dei SSBN non si comunicano le zone di pattuglia dei loro sottomarini, benché degli accordi esistano in questo senso tra l'US Navy e la Royal Navy.

## Sostituzione
La durata di vita di un sottomarino nucleare è di circa 40 anni, la questione della eventuale sostituzione della classe Le Triomphant si porrà dunque verso l'anno 2037. A tal fine, la DGA ha già previsto nel budget 2012 i primi studi, detti programmi di studi a monte.